# Joaquín Clerch
Joaquín Clerch Díaz (* 8. August 1965 in Havanna) ist ein kubanischer klassischer Gitarrist.

## Leben und Wirken
Clerch studierte bis 1989 in Havanna Musik, Gitarre und Komposition bei Leopoldo Núñez, Marta Cuervo, José Antonio Rodríguez, Rey Guerra und Carlos Fariñas. Parallel besuchte er Meisterklassen bei Isaac Nicola, Leo Brouwer und Costas Cotsiolis. Mit einem Stipendium setzte er sein Studium am Mozarteum in Salzburg fort, wo er Gitarre bei Eliot Fisk und alte Musik bei Anthony Spiri und Nikolaus Harnoncourt studierte. 1993 wurde er Assistent von Fisk am Mozarteum und erhielt einen Lehrauftrag an der Musikhochschule München. 1999 wurde er Professor für Gitarre an der Robert Schumann Hochschule Düsseldorf. Daneben gab er in mehreren europäischen Ländern Meisterkurse.
Clerch erhielt als Gitarrist mehr als dreißig Auszeichnungen, darunter erste Preise beim Andrés-Segovia-Wettbewerb in Granada, beim Heitor-Villalobos-Wettbewerb in Rio de Janeiro und beim Wettbewerb der ARD in München. Carlos Fariñas widmete ihm sein Gitarrenkonzert von 1996, ebenso Leo Brouwer das Concierto de la Habana, dessen Uraufführung Clerch 1998 in Brucknerhaus Linz spielte.